# Gundla Johansson
Gundla Emerentia Johansson, ursprungligen Norlander, född 8 februari 1880 i Kristianstad, död 3 juni 1972 i Oscars församling, Stockholm, var en svensk översättare. Hon översatte sammantaget ett sextiotal titlar under sitt yrkesverksamma liv, i huvudsak från engelska och norska. Under många år översatte hon huvudsakligen barn- och ungdomslitteratur, men även en del äventyrsromaner. I pressen fick hon dock en del kritik för sina översättningar, och efter en särskilt hård recension skriven av Thorsten Jonsson i Dagens Nyheter 1947 tycks Johansson ha avslutat sin karriär.

## Biografi
Gundla Johansson föddes 1880 i Kristianstad. Hennes föräldrar var ingenjören Ernst Otto Norlander och hans fru Maria Lovisa, född Söderqvist. Föräldrarna hade totalt fyra barn. Hon anslöt sig till sin broder Eriks bekantskapskrets som kretsade kring Studentföreningen Ateneum, där bland annat Gustaf Hellström, Fredrik Böök rörde sig. Där rörde sig även  och Nils P. Svensson, diktare under signaturen Qvidam Qvidamsson och skribent vid Göteborgs Handels- och Sjöfartstidning. Svensson och Johansson gifte sig 1905, och fick en son 1907. De skilde sig dock, och 1915 gifte Gundla Svensson om sig med Ludvig Johansson, en zoolog som var expert på iglar.
De första översättningar som Johansson överförde var förmodligen för Nils P. Svenssons tidning, Göteborgs Handels- och Sjöfartstidning. För den översatte hon bland annat Mary Raymond Shipmans roman Marskalken som följetong. Den trycktes dock aldrig. Den första tryckta översättningen gavs ut på Albert Bonniers förlag 19120. Hon gav ut omkring fyra översättningar per år under början av 1920-talet, från engelska och norska samt emellanåt tyska. Översättningarna var i huvudsak av samtida författare av lättare slag såsom äventyrsromaner. Hon översatte bland annat Stein Riverton och Øvre Richter Frich från norska till svenska, av den sistnämnde åtminstone åtta titlar. Utöver de norska och engelska översättningarna genomförde hon också en del översättningar av italienska författare, men förmodligen via något annat språk, dock oklart vilket. Bland annat översatte hon realistiska berättelser av Ettore Cozzani.
Johansson översatte totalt omkring sextio titlar. En särskilt intensiv period var den mellan 1941 och 1948, då nästan trettio översättningar tillkom. Under sent 1930-tal översatte hon även en del barn- och ungdomslitteratur, bland annat hästböcker av Armine von Tempski och titlar av Mary O'Hara i dennas serie om hästen Flicka. Hon översatte dock även traditionella pojkböcker, såsom Paul Fæns Jan klarar skivan.
Johansson fick en del kritik för sina översättningar, i huvudsak för att de fortfarande var alltför präglade av anglosaxiskt språkbruk. Efter en särskilt hård recension av en översättning av Alex Comforts The Power House (Detata vårt enda liv), skriven av Thorsten Jonsson i Dagens Nyheter 1947, tycks Johansson ha avslutat sin karriär. Makarna Johansson är begravda på Östra kyrkogården i Göteborg.